# Hexatoma (Eriocera) interstitialis
Hexatoma (Eriocera) interstitialis is een tweevleugelige uit de familie steltmuggen (Limoniidae). De soort komt voor in het Oriëntaals gebied.